# Spoorlijn Göteborg Västgöta - Gårdsjö / Gullspång
De spoorlijn Göteborg Västgöta - Gårdsjö / Gullspång is een Zweedse spoorlijn van de voormalige spoorwegmaatschappij Västergötland - Göteborgs Järnvägar (afgekort: VGJ) gelegen in de provincie Västra Götalands län. Het traject van de VGJ stond ook bekend als Västgötabanan.

## Geschiedenis
In 1870 - en 1880-eeuwen waren er gesprekken tussen de besturen van de steden Lidköping, Skara, Mariestad en Hjo om spoorlijnen met een spoorbreedte van 891 mm aan te leggen. Deze spoorlijn moest in Stenstorp en Moholm aansluiting geven op het traject van de Västra stambanan en in Håkantorp aansluiting geven op het traject van de Uddevalla - Vänersborg - Herrljunga järnväg (UWHJ).

### Geschiedenis VGJ
De Västergötland - Göteborgs järnvägsaktiebolag (VGJ) werd op 19 september 1896 te Göteborg opgericht. De werkplaats en het hoofdkantoor van de VGJ waren gevestigd in Skara.

#### Göteborgs Spårvägar
Het traject tussen Göteborg en Hjällbo werd in 1967 begonnen met omgebouwd tot een dubbel spoorige tramlijn van de Göteborgs Spårvägar AB naar een nieuwbouw wijk in Angered. Dit traject werd in 1969 ingebruik genomen met de volgende tramlijn:
- 8: Frölunda - Högsbotorp - Marklandsgatan - Sahlgrenska - Chalmers - Korsvägen - Skånegatan - Redbergsplatsen - Gamlestadstorget - Angered

Later volgen nog de tramlijnen:
- 9: Kungssten - Vagnhallen Majorna - Stigbergstorget - Järntorget - Grönsakstorget - Brunnsparken - Centralstationen - Snabbspåret - Gamlestadstorget - Angered
- 4: Mölndal - Krokslätt - Korsvägen - Valand - Brunnsparken - Centralstationen - Snabbspåret - Gamlestadstorget - Angered

#### Pedersbacke (Tumleberg) - Håkantorp
Het voorstel om een traject tussen Vara en Håkantorp aan te leggen stuitte op felle protesten uit Lidköping. Deze protesten waren aanleiding voor het interim bestuur om een nieuw traject tussen Pedersbacke (Tumleberg) en Håkantorp uit te werken. Hierdoor kreeg Lidköping een directere verbinding met Göteborg.
Deze concessie werd op 31 december 1896 verstrekt.
Op 10 mei 1895 werd de concessie voor het traject met een spoorbreedte van 891 mm tussen Göteborg en Vara naar Skara aangevraagd. Volgens de voorwaarden zouden de werkzaamheden voor 31 december 1896 beginnen.
Het traject van de VGJ tussen Göteborg – Sjövik – Sollebrunn – Nossebro – VARA – Skara werd op 1 augustus 1897 geopend.
Het traject werd op 1 oktober 1898 geopend.
Het voorstel om een traject tussen Vara en Håkantorp aan te leggen stuitte op felle protesten uit Lidköping. Deze protesten waren aanleiding voor het interim bestuur om een nieuw traject tussen Pedersbacke (Tumleberg) en Håkantorp uit te werken. Hierdoor kreeg Lidköping een directere verbinding met Göteborg.
Deze concessie van het traject tussen Tumleberg en Håkantorp werd op 31 december 1896 verstrekt.
Het spoorwegnet van de VGJ werd verder uitgebreid door de aankoop van de spoorwegen bedrijf:
- Skara - Kinnekulle - Vänerns Järnväg (SKWJ) ( (1904)
- Mariestad - Kinnekulle Järnväg (MKJ) (1909)

Beide trajecten gingen naar Mariestad.
Het spoorwegnet van de VGJ werd verder uitgebreid door de bouw van de volgende traject:
- Mariestad - Torved - Gårdsjö (1910).
- Torved - Gullspång (1917).

Het spoorwegnet van de VGJ werd verder uitgebreid door de aankoop van de aandelen in de spoorwegen bedrijf:
- Lidköping - Skara - Stenstorps Järnväg (LSSJ) (1916)
- Skara - Timmersdala Järnväg (STJ) (1916)
- Mariestad - Moholms Järnväg (MMJ) (1925)
- Trollhättan - Nossebro Järnväg (TNJ) (1925).

De infra bleef eigendom van de btreffende onderneming.

### Geschiedenis Skara - Kinnekulle - Vänerns Järnväg
Het traject van de Skara - Kinnekulle - Vänerns Järnväg (SKWJ) liep tussen Skara - Gössäter - Hönsäters was sinds 1904 aangekocht en onderdeel van Västergötland - Göteborgs järnvägsaktiebolag. 

### Geschiedenis Mariestad - Kinnekulle Järnväg
Het traject van de Mariestad - Kinnekulle Järnväg (MKJ) liep tussen Mariestad - Forshem - Gössäter was sinds 1909 aangekocht en onderdeel van Västergötland - Göteborgs järnvägsaktiebolag. 

### Geschiedenis Lidköping - Skara - Stenstorps Järnväg
Het traject van de Lidköping - Skara - Stenstorps Järnväg (LSSJ) liep tussen Lidköping - Skara - Stenstorps waren de aandelen sinds 1916 in het bezit van Västergötland - Göteborgs järnvägsaktiebolag. De infra bleef eigendom van de onderneming.

### Geschiedenis Skara - Timmersdala Järnväg
Het traject van de Skara - Timmersdala Järnväg (STJ) liep tussen Skara - Timmersdala waren de aandelen sinds 1916 in het bezit van Västergötland - Göteborgs järnvägsaktiebolag. De infra bleef eigendom van de onderneming.

### Geschiedenis Mariestad - Moholms Järnväg
Het traject van de Mariestad - Moholms Järnväg (MMJ) liep tussen Mariestad en Moholm waren de aandelen sinds 1925 in het bezit van Västergötland - Göteborgs järnvägsaktiebolag. De infra bleef eigendom van de onderneming.

### Geschiedenis Trollhättan - Nossebro Järnväg
Het traject van de Trollhättan - Nossebro Järnväg (TNJ) liep tussen Trollhättan - Nossebro waren de aandelen sinds 1925 in het bezit van Västergötland - Göteborgs järnvägsaktiebolag. De infra bleef eigendom van de onderneming.

### Geschiedenis Kinnekullebanan
Het traject van de Kinnekullebanan loopt tussen Gårdsjö / Gullspång - Håkantorp. 

## Fietspad
De volgende trajecten zijn na het opbreken van de rails ingericht als fietspad:
- Hjällbo - Sjövik
- Nossebro - Essunga
- Vara - Emtunga
- Kvänum - Öttum
- Ardala - Skara
- Lundsbrunn - Götene - Gossåter

## Kinnekulle
Kinnekulle is een heuvel of kam gelegen provincie Västra Götalands län. Het ligt aan de oostelijke oever van het Vänermeer. Het hoogste punt is 306 meter boven de zeespiegel. De Kinnekulle Ring is een populaire buurt racebaan. De historische stad en de kerk van Husaby bevinden zich aan de zuidkant van het Kinnekulle. Koning Olof II van Zweden, de eerste christelijke koning van Zweden, werd gedoopt hier in 1008 op een goed gelegen ten noorden van de kerk.
Wel wordt de naam Kinnekulle verwerkt in een drietal spoorwegondernemingen.
- Skara - Kinnekulle - Vänerns Järnväg (SKWJ) spoorlijn tussen Skara en Hönsäters
- Kinnekulle - Lidköpings Järnväg (KiLJ) spoorlijn tussen Forshem en Lidköping
- Mariestad - Kinnekulle Järnväg (MKJ) spoorlijn tussen Mariestad en Gossåter
  - Kinnekullebanan spoorlijn tussen Håkantorp en Mariestad naar Gårdsjö / Gullspång

## Aansluitingen
In de volgende plaatsen was of is er een aansluiting van de volgende spoorwegmaatschappijen:

#### Gårdsjö
- Västergötland - Göteborgs Järnvägar (VGJ) spoorlijn tussen Göteborg en Vara - Skara naar Gårdsjö
- Västra stambanan spoorlijn tussen Stockholm C en Gårdsjö naar Göteborg C
  - Kinnekullebanan spoorlijn tussen Håkantorp en Mariestad naar Gårdsjö

#### Gullspång
- Västergötland - Göteborgs Järnvägar (VGJ) spoorlijn tussen Göteborg en Vara - Skara naar Gullspång
- Nora Bergslags Järnväg (NBJ) spoorlijn tussen Strömtorp en Gullspång naar Otterbåcken
  - Kinnekullebanan spoorlijn tussen Håkantorp en Mariestad naar Gullspång

#### Torved
- Västergötland - Göteborgs Järnvägar (VGJ) spoorlijn tussen Göteborg en Vara - Skara met splitsing in Torved naar Gullspång en Gårdsjö
  - Kinnekullebanan spoorlijn tussen Håkantorp en Mariestad naar Gårdsjö

#### Mariestad
- Västergötland - Göteborgs Järnvägar (VGJ) spoorlijn tussen Göteborg en Vara en Skara en Mariestad naar Gullspång/Gårdsjö
- Mariestad - Moholms Järnväg (MMJ) spoorlijn tussen Mariestad en Moholm
- Mariestad - Kinnekulle Järnväg (MKJ) spoorlijn tussen Mariestad en Gossåter
  - Kinnekullebanan spoorlijn tussen Håkantorp en Mariestad naar Gårdsjö

#### Forshem
- Västergötland - Göteborgs Järnvägar (VGJ) spoorlijn tussen Göteborg en Vara en Skara en Mariestad naar Gullspång/Gårdsjö
- Mariestad - Kinnekulle Järnväg (MKJ) spoorlijn tussen Mariestad en Gossåter
- Kinnekulle - Lidköpings Järnväg (KiLJ) spoorlijn tussen Forshem en Lidköping
  - Kinnekullebanan spoorlijn tussen Håkantorp en Mariestad naar Gårdsjö

#### Gossåter
- Västergötland - Göteborgs Järnvägar (VGJ) spoorlijn tussen Göteborg en Vara en Skara en Mariestad naar Gullspång/Gårdsjö
- Mariestad - Kinnekulle Järnväg (MKJ) spoorlijn tussen Mariestad en Gossåter
- Skara - Kinnekulle - Vänerns Järnväg (SKWJ) spoorlijn tussen Skara en Hönsäters

#### Lundsbrunn
- Västergötland - Göteborgs Järnvägar (VGJ) spoorlijn tussen Göteborg en Vara - Skara naar Gullspång/Gårdsjö
- Skara - Kinnekulle - Vänerns Järnväg (SKWJ) spoorlijn tussen Skara en Hönsäters
- Skara - Lundsbrunns Järnvägar museumspoorlijn tussen Skara en Lundsbrunns

#### Skara
- Västergötland - Göteborgs Järnvägar (VGJ) spoorlijn tussen Göteborg over Vara en Skara naar Gullspång/Gårdsjö
- Skara - Timmersdala Järnväg (STJ) spoorlijn tussen Skara en Timmersdala
- Skövde - Axvalls Järnväg (SAJ) spoorlijn tussen Skövde en Axvall aansluitend op de spoorlijn van de (LSSJ) naar Skara
- Lidköping - Skara - Stenstorps Järnväg (LSSJ) spoorlijn tussen Lidköping en Skara naar Stenstorp
- Skara - Kinnekulle - Vänerns Järnväg (SKWJ) spoorlijn tussen Skara en Hönsäters
- Skara - Lundsbrunns Järnvägar museumspoorlijn tussen Skara en Lundsbrunns

#### Lidköping
- Lidköping - Skara - Stenstorps Järnväg (LSSJ) spoorlijn tussen Lidköping - Skara - Stenstorp
- Kinnekulle - Lidköpings Järnväg (KiLJ) spoorlijn tussen Forshem en Lidköping
- Lidköping Järnväg (LJ) spoorlijn tussen Lidköping en Tun
- Håkantorp - Lidköpings Järnväg (HLJ) spoorlijn tussen Håkantorp en Lidköping
  - Kinnekullebanan spoorlijn tussen Håkantorp en Mariestad naar Gårdsjö

#### Vara
- Västergötland - Göteborgs Järnvägar (VGJ) spoorlijn tussen Göteborg en Vara - Skara naar Gullspång/Gårdsjö
- Uddevalla - Vänersborg - Herrljunga Järnväg (UWHJ) spoorlijn tussen Uddevalla - Vänersborg - Vara en Herrljunga
  - Älvsborgsbanan spoorlijn tussen Uddevalla en Vänersborg en Vara en Herrljunga naar Borås

#### Håkantorp
- Västergötland - Göteborgs Järnvägar (VGJ) spoorlijn tussen Göteborg en Vara - Skara naar Gullspång/Gårdsjö
- Uddevalla - Vänersborg - Herrljunga Järnväg (UWHJ) spoorlijn tussen Uddevalla - Vänersborg - Vara en Herrljunga
  - Älvsborgsbanan spoorlijn tussen Uddevalla en Vänersborg naar Herrljunga en Borås
- Håkantorp - Lidköping Järnväg (HLJ) spoorlijn tussen Håkantorp en Lidköping
  - Kinnekullebanan spoorlijn tussen Håkantorp en Mariestad naar Gårdsjö

#### Nossebro
- Västergötland - Göteborgs Järnvägar (VGJ) spoorlijn tussen Göteborg en Vara - Skara naar Gullspång/Gårdsjö
- Trollhättan - Nossebro Järnväg (TNJ) spoorlijn tussen Trollhättan en Nossebro

#### Gräfsnäs
- Västergötland - Göteborgs Järnvägar (VGJ) spoorlijn tussen Göteborg en Vara - Skara naar Gullspång/Gårdsjö
- Anten - Gräfsnäs Järnväg museumspoorlijn tussen Anten en Gräfsnäs

#### Anten
- Västergötland - Göteborgs Järnvägar (VGJ) spoorlijn tussen Göteborg en Vara - Skara naar Gullspång/Gårdsjö
- Anten - Gräfsnäs Järnväg museumspoorlijn tussen Anten en Gräfsnäs

### Göteborg
In Göteborg waren vier stations voor lokale en interlokale treinen.
Volvo Car Corporation is een automerk, die in 1927 door Gustaf Larson en Assar Gabrielsson in Göteborg werd opgericht. Volvo is Latijn voor ik rol.
Het allereerste Volvo-model is de Volvo Jacob uit 1927.

#### Göteborg C

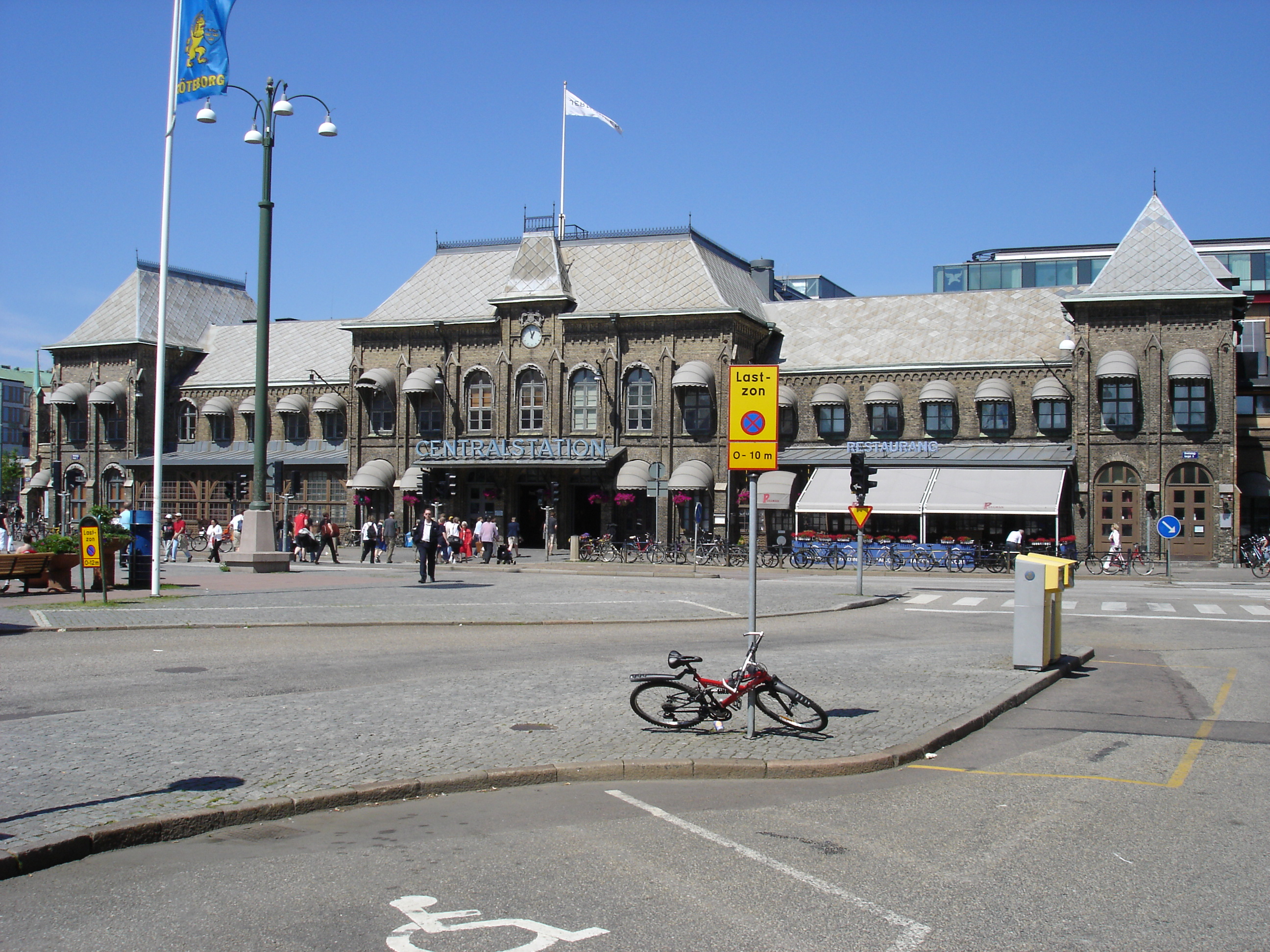
het oudste deel van Centraalstation Göteborg

Het Centraal Station in Göteborg werd in 1858 ontworpen door Adolf Wilhelm Edelsvärd (1824-1919). Het station werd gebouwd aan de Drottningtorget gebouwd en werd op 4 oktober 1858 geopend. Tegenwoordig heeft het station 16 kopsporen in gebruik. Van hieruit kan men overstappen op de stadstram van Göteborg.
- Bohusbanan spoorlijn tussen Göteborg en Skee en aansluitend met de Strömstad - Skee Järnväg naar Strömstad
- Kust till kustbanan spoorlijn tussen Göteborg en Kalmar / Karlskrona
- Västkustbanan spoorlijn tussen Göteborg C en Lund C - (Malmö C)
- Västra stambanan spoorlijn tussen Stockholm C en Göteborg C
- Vänerbanan spoorlijn Göteborg en Kil
  - Dalslands Järnväg spoorlijn tussen Sunnanå en Kornsjø met aansluiting op de Østfoldbanen naar Oslo
- Göteborgs Spårvägar AB stads en regio tram rond Göteborg

#### Göteborg BJ
Het Bergslagernas station in Göteborg bevond zich bij het Göteborg Centraal Station.
- Bergslagernas Järnväg (BJ) spoorlijn tussen Göteborg en Vänersborg en Falun
- Göteborg Hallands Järnväg (GHB) spoorlijn tussen Göteborg en Varberg 77 km
- Göteborg - Borås Järnväg (GBJ) spoorlijn tussen Göteborg en Borås

#### Göteborg VGJ
Het VGJ station in Göteborg bevond zich bij het Göteborg Centraal Station.
- Västergötland - Göteborgs Järnvägar (VGJ) spoorlijn tussen Göteborg en Vara - Skara naar Gullspång / Gårdsjö

#### Göteborg GSJ
Het GSJ station in Göteborg bevond zich aan het Karlsroplatsen.
- Göteborg - Särö Järnväg (GSJ) spoorlijn tussen Göteborg GSJ en Särö

## Genationaliseerd
In mei 1939 nam het parlement een besluit aan om het Zweedse spoorwegnet op economische wijze te exploiteren. Het kabinet dat over  de nationalisatie ging benoemde de Koninklijke Järnvägsstyrelsens-raad, die door vrijwillige onderhandelingen met de individuele spoorwegmaatschappijen over de aankoop van het spoorwegbedrijf zou voeren.
In de Jaarlijkse Algemene Vergadering op 16 februari 1948 werd de ontwerpovereenkomst voor de verkoop van de VGJ, LSSJ, MMJ, TNJ en STJ aan de staat behandeld.
De VGJ, LSSJ, MMJ, TNJ en STJ werd op 1 juli 1948 door de staat genationaliseerd en de bedrijfsvoering overgedragen aan de SJ. Het hoofdkantoor bleef in Skara.